# Grupo PlayArte
Grupo PlayArte é uma empresa brasileira que atua nos ramos de distribuição e exibição cinematográfica, fundada nos anos 80 como a antiga VideoArte do Brasil. Suas salas de cinema estão localizadas em municípios dos estados de Roraima e São Paulo, totalizando cinco complexos.

## História
A empresa começou suas atividades no ramo de distribuição de VHS educativos, tão logo os aparelhos de videocassete começaram a ser produzidos no Brasil pela empresa Sony, a partir de 1982, sendo que a expansão desta forma de mídia fez a VideoArte do Brasil celebrar contrato com a National Geographic para acesso aos documentários. Porém, a atuação exclusiva nesse nicho de mercado era economicamente inviável e a empresa passou a se distribuir filmes de longa metragem, especialmente os da MGM, tendo lançado obras famosas como E o vento levou e Ben-Hur, além de outras películas consideradas blockbusters em sua época, como Poltergeist e Um peixe chamado Wanda.
A partir de 2010, a Playarte passa a ser distribuidora independente. Foi distribuidora oficial no Brasil da produtora norte-americana New Line Cinema, de quem detinha exclusividade, até 2011. Em 2005, a PlayArte Home Vídeo recebeu o Prêmio Destaque 2005 na categoria "Melhor Distribuidora Independente para Varejo" entregue pelo Jornal do Vídeo. Numa iniciativa pioneira entre os grandes exibidores brasileiros, fundou, ao lado de dois sócios norte-americanos - Lars Bjorck e John Alexander, a empresa Tradewinds Entertainment, especializada em comprar filmes ainda no roteiro, produzi-los e vendê-los.

### Mercado de exibição
Ao mesmo tempo em que ampliava seu raio de atuação, a empresa passava a focar também no mercado exibidor, tendo administrado diversos complexos de cinema. O grande divisor de águas da empresa foi a aquisição em março de 1996 do tradicional Circuito Sul de Cinemas, de quarenta salas, havendo a intenção de multiplicá-las para 180 em virtude da expansão do cinema multiplex no Brasil. Ainda que tal expansão não tenha se concretizado, a empresa reformou alguns dos seus complexos para o novo padrão e abriu unidades em Manaus, Diadema, São Bernardo do Campo e Santo André, tendo se notabilizado pela reforma do antigo cinema Marabá, que passou a contar com cinco salas, cuja inauguração teve ampla repercussão na imprensa paulistana. Essa reabertura suscitou na imprensa a esperança de retomada da outrora gloriosa "Cinelândia Paulistana", como era conhecido o circuito de grandes salas de exibição que existiam no centro da capital paulista. Outro complexo que mereceu destaque foi o PlayArte Bristol, instalado em shopping da Avenida Paulista, tendo sido reformado e reaberto em 19 de outubro de 2016.
Essa guinada da empresa, que passou a voltar-se para o mercado exibidor foi o motivo, segundo seu vice-presidente, para a mudança da marca para Grupo Playarte.
A rede entrou na era do cinema imersivo ao abrir a sala Play Extreme no Shopping Metrópole, localizado no São Bernardo do Campo, em julho de 2017. Anteriormente, já debutara no segmento das salas Vips ao abrir um pequeno complexo de duas salas no Shopping Pátio Paulista em outubro de 2011. Também já lançou revistas sobre cinema, como a PlayArte News e a PlayArteKids.
A PlayArte perdeu alguns complexos durante 2021 e 2022, incluindo as unidades da Avenida Paulista (Bristol e Splendor), o complexo do Shopping Manauara, o do Shopping Plaza Sul em São Paulo e o do Shopping Metrópole em São Bernardo do Campo. Todos eles exceto o do Center 3 e o Splendor do Pátio Paulista foram substituídos por novos complexos da rede UCI Cinemas, incluindo uma sala XPlus no Shopping Metrópole. Antes disso, a unidade do Shopping West Plaza virou uma da rede Cinemark em 2017.

## Público
Abaixo a tabela de público e sua evolução de 2002 a 2019, considerando o somatório de todas as suas salas a cada ano. A variação mencionada se refere à comparação com os números do ano imediatamente anterior. Mesmo com várias oscilações e quedas expressivas em 2006, 2007 e 2008, houve um pequeno crescimento de 11,59% no período avaliado.
Os dados de 2008 até 2013 foram extraídos do banco de dados Box Office do portal de cinema Filme B, sendo que os números de 2002 a 2007 e 2014 a 2015 têm como origem o Database Brasil. Já os dados de 2016 em diante foram extraídos do relatório "Informe Anual Distribuição em Salas Detalhado", do Observatório Brasileiro do Cinema e do Audiovisual (OCA) da ANCINE.
| Ano  | Público total | Ranking no país | Market Share | Variação |
| ---- | ------------- | --------------- | ------------ | -------- |
| 2002 | 1 905 942     | 6º              | 2,10%        | ano-base |
| 2003 | 2 264 296     | 13º             | 2,20%        | 18,80%   |
| 2004 | 2 397 395     | 11º             | 2,09%        | 5,88%    |
| 2005 | 2 063 362     | 11º             | 2,30%        | 13,93    |
| 2006 | n.d           | n.d             | n.d          | n.d      |
| 2007 | 1 473 879     | 14º             | 1,65%        | 28,57    |
| 2008 | 1 371 016     | 14º             | 1,60%        | 6,98     |
| 2009 | 1 601 337     | 14º             | 1,42%        | 16,80%   |
| 2010 | 2 652 539     | 14º             | 1,97%        | 65,65%   |
| 2011 | 2 897 439     | 14º             | 2,04%        | 9,23%    |
| 2012 | 2 737 651     | 14º             | 1,84%        | 5,51%    |
| 2013 | 2 555 672     | 14º             | 1,69%        | 6,65%    |
| 2014 | 2 438 431     | 16º             | 1,55%        | 4,59%    |
| 2015 | 2 608 501     | 14º             | 1,53%        | 6,97%    |
| 2016 | 2 755 384     | 14º             | 1,50%        | 5,63%    |
| 2017 | 2 560 728     | 14º             | 1,43%        | 7,06%    |
| 2018 | 2 126 808     | 15º             | 1,50%        | 16,95%   |
| 2019 | 2 408 526     | 15º             | 1,38%        | 13,23%   |
| 2020 | n.d           | 8º              | 2,1%         | Aumento  |

## Alguns títulos distribuídos

### Animações
- 9 - A Salvação[22]
- A Escola de Susto do Gasparzinho[23]
- Bleach[24]
- Death Note (Lançamento Completo)
- Digimon Data Squad[25] (Lançamento Completo)'
- Dragon Ball[26]
- Dragon Ball Z[27]
- Dragon Ball Kai[27]
- Manda-Chuva: A Fortuna do Batatinha[28]
- Manda-Chuva - O Filme[29]
- Naruto[30]
- O Castelo Animado[31]
- Nadja Applefield[carece de fontes?]
- O Mar não Está prá Peixe: Tubarões à Vista[32]
- One Piece[30]
- Os Cavaleiros do Zodíaco[30] (Lançamento Completo)
- Os Flintstones: Um Dia de Bedrock'n Roll[28]
- O Show do Garfield[23]
- Outback: Uma Galera Animal[33]
- Ponyo - Uma Amizade que Veio do Mar[34]
- Teletubbies
- Pucca[35]
- Saint Seiya Ω[36] (Lançamento Completo)
- YuYu Hakusho[30] (Lançamento Completo)
- Zatch Bell![35]
- MegaMan NT Warrior (Anime)
- Winx Club 1 Até 4 Temporada e O Primeiro e Terceiro Filme

### Live-action
- A Sombra do Inimigo[37]
- Astérix nos Jogos Olímpicos[38]
- Atividade Paranormal[39]
- Atividade Paranormal: Tóquio[40]
- Blade (série)[41]
- Blade: Trinity[42]
- CSI - 8a. temporada[43]
- CSI: Miami[44]
- Dominação[45]
- Halloween - O Início[46]
- Kamen Rider: O Cavaleiro Dragão[47]
- Napoleon: As Aventuras de um Cãozinho Valente[28]
- O Filho do Máskara[48]
- Planeta Terror[49]
- Premonição[50]
- Premonição 2[50]
- Premonição 3[50]
- Premonição 4[50]
- The Walking Dead[51]
- W.E.[52]

## Prêmio
- 2013: Prêmio ED, para Elda Coltro, presidente do Grupo Playarte, ganhou o Troféu Francisco Campos[53]